# Genco
Genco (株式会社ジェンコ Kabushiki-gaisha Jenco?) es un estudio       producción de anime japonesa, fundada el 31 de marzo de 1997. Presidida por Tarō Maki, su sede se encuentra en Roppongi, Minato, Tokio. Ha producido numerosas series de anime, incluyendo Honey and Clover, Nodame Cantabile, Elfen Lied, Onegai Teacher, Genshiken, Toradora, Pluto y Sword Art Online.

## Producciones
- A Tree of Palme
- Alien Nine
- Amazing Nurse Nanako
- Azumanga Daioh
- Azumanga Daioh - The Very Short Movie
  - Azumanga Web Daioh
- Battle Athletes
- Binzume Yōsei
- Daphne in the Brilliant Blue
- DearS
- Dotto Koni-chan
- Eiken
- Elfen Lied
- Figure 17
- Genshiken
- Girl's High
- Guyver: The Bioboosted Armor
- Himawari!
- Honey and Clover
- Honey and Clover II
- Ichigeki Sacchu!! HoiHoi-san
- Ikki Tousen
- Kino's Journey
- Koni Chan
- Kujibiki Unbalance
- Millennium Actress
- Mnemosyne no Musume-tachi
- Nanaka 6/17
- Nazca
- NieA 7
- Onegai Teacher
- Onegai Twins
- Sorcerous Stabber Orphen: Battle of Kimluck
- PetoPeto-san
- Pluto
- Renkin 3-kyū Magical ? Pokān
- Shigofumi: Letters from the Departed
- Serial Experiments Lain
- Seven of Seven
- Space Pirate Mito
- St. Luminous Mission High School
- Super Doll Licca-chan
- Super Milk-chan
- Super Robot Wars Original Generation
- Sword Art Online
- Tenchi Muyo Movie 2: Daughter of Darkness
- Tenchi Muyo Movie 3: Tenchi Forever
- Zettai Shonen